# 1985 na Alemanha
Esta é uma cronologia dos fatos acontecimentos de ano 1985 na Alemanha.

## Eventos
- 10 de março: As eleições estaduais são realizadas em Berlim Ocidental.
- 1 de maio: O presidente dos Estados Unidos, Ronald Reagan, faz uma visita de seis dias à Alemanha Ocidental.
- 19 de junho: Um ataque a bomba no Aeroporto de Frankfurt deixa três mortos e 42 feridos.